# 惣年寄
惣年寄（そうとしより）は、江戸時代に大坂・岡山・高知・堺・今井・平野・小倉・鹿児島などの町の町政を司った町役人の筆頭に位置する役職。総年寄ともいい、江戸の町の町年寄に相当する。大坂の町にも町年寄はいるが、これは惣年寄の下に属するもので、町政の筆頭は惣年寄である。

## 大坂の惣年寄

### 惣年寄の起こり
17世紀中ごろまでに成立した大坂三郷の町の行政を担当したのが、町人の中から選ばれた三郷惣年寄とその下に属する町役人であった。大坂三郷の統治は、大坂城代-大坂町奉行-惣年寄-町年寄-町民（町人・借家人）という体制で行われた。
惣年寄は、元和元年（1615年）、松平忠明が大坂城の城主であった時に天満地子銀取立役の中から任命された元締衆が、元和5年（1619年）に大坂町奉行が設置された時に惣年寄と改称されたものである。その際、各町の有力な町人を町年寄とした。惣年寄の多くは大坂の開発町人で、北組・南組・天満組で分かれており、世襲制であった。人数は当初は北組10人、南組6人、天満組5人であった。この人数は時代によって変化し、3組で計10 - 20人前後であった。惣年寄は名誉職で、給料は無いが、公役・町役の一軒役（後に五軒役）を免除され、年頭や八朔の礼銭・祝儀を受けた。公役というのは惣会所経費・消防費などの諸費用の負担で、町役はそれぞれの町の町会所費用・橋の普請費用など町の運営費の負担のことである。
元締衆は、元和2年（1616年）に大坂城下で人望のある富豪を選び城下町の町割をさせ、水帳を作らせて地子を徴収させたのが始まりである。水帳というのは土地の面積・所有者等を記したもので、町ごとの繁盛の差異や経済力の差で等級をつけた。

### 惣年寄の職務
大坂三郷の町政は、惣年寄が実務を担当し、各町の町政を惣年寄に属する町年寄が取り行っていた。
惣年寄の職務は、町奉行から伝達された触書・口達の下達、御用日の町奉行所への出仕と郷内の事項上申、諸役徴収と地子銀・地代銀・運上銀の上納、町年寄・町惣代・船惣代の任免・監督、火消人足の指揮、公事訴訟の調査上申、宗旨人別改めの管理、諸職仲間の人別調査など、町政全般にわたり、万治元年（1658年）には三郷内の酒造米の調査も業務に加えられた。また、将軍が大坂に来訪する時には、町の清掃・警備、町宿の選定も行った。城代や大坂町奉行所からの触は惣年寄たちに伝えられ、惣年寄はそれぞれの惣会所で町年寄や惣代に伝達することになっていた。
彼らは惣会所に詰めて、月番で勤務し、ある程度の自治的な行政を行った。惣年寄の補佐として、公用事務を処理する惣代・これを補佐する手代・書類の作成に従事する物書・会所の書類を保管する会所守（かいしょもり）などが置かれた。彼らを雇う給銀（給金）は町々の負担であった。

### 町代と惣代
町代は、町の費用で雇った髪結出身の者で、髪結1 - 2人と夜番1人を番小屋を作って詰めさせたが、町人が大坂町奉行所に提出する願書を彼らに代書させるようになったため、それを専門に扱う者が出来て、これを町代と呼ぶようになった。その内に大坂町奉行所の訴訟や下役の手伝いも多くなり、各町の町代は惣町人惣代という名目で交替で御用を務めた。しかし、町代の仕事も多忙であったため、大坂町奉行所に精通する者を雇い入れ、それを惣代と呼んだ。惣代は、各組から扶持銀を与えられ、惣年寄を助けて組の事務に専従した。彼らは惣会所に住み、手代や物書を使うようになった。

### 時鐘の鋳造
3代将軍徳川家光が寛永11年（1634年）に上洛した際、閏7月25日に大坂城に入城し、翌26日に大坂・堺・奈良の地子免除を布告した。家光が高麗橋筋の櫓に上り、その窓から金の采配を振ったのが、地子免除を告げる合図であったが、それを事前に知らされていた惣年寄や町年寄、その他の主だった町人たちは城外の芝生から采配を振られたのを見て歓声を上げたという。
この地子銀免除に感謝の意を表して、惣年寄らは時鐘を鋳造することを決めた。そして、許可を受けた上で、銀80貫目の助成も得て、二ツ井戸付近で鐘を鋳造し、高麗橋矢倉筋に釣鐘屋敷を建設した。

### 明治維新後
明治2年（1869年）6月2日、大坂三郷は東南西北の4つの大組（おおくみ）に改組され、各大組には10町ほどが組を構成して町組を作った。その際に、惣年寄は廃止され、各大組に1人の大年寄が、町組には中年寄が設けられた。

## 平野の惣年寄
平安時代初期に坂上田村麻呂の次男、坂上広野麻呂の所領だったことから転じて「平野」の地名が生じた摂津国住吉郡平野郷では、平安時代後期に大念仏寺が開基され、門前町が形成されるに至った。室町時代から戦国時代になると、坂上氏の末裔と称する有力氏族「平野七名家」によって自治が行われるようになる。周囲に二重の濠と土居をめぐらせ、13ヶ所の出入口には門番屋敷が設置されていた。
平野郷は七名家がそれぞれ権力を有する馬場町（成安氏）、泥堂町（則光氏→黒瀬氏（井上氏））、市町（利国氏→土橋氏）、野堂町（末吉氏）、流町（利則氏→三上氏）、背戸口町（安国氏→辻葩氏）、西脇町（安宗氏→西村氏）の本郷7町と、本郷7町の西方に位置する今林村、新在家村、今在家村、中野村の散郷4村で構成され、1702年（元禄15年）に7町4村を統合して平野郷町となった。
平野郷町の町政は、本郷7町にそれぞれ町会所が置かれ2 - 3人の年寄と町代・下役が、散郷4村にそれぞれ村年寄と下役がいて、平野郷町全体は野堂町の政所筋に置かれた惣会所が統括した。惣会所には惣年寄5人がいて、その下に庄屋2人、惣代1人、使役3人、傍使役3人、牢守役1人、水守役2人が置かれた。

## 堺の惣年寄
大坂の陣により灰燼に帰した堺は、「元和の町割」と呼ばれる区画再編により復興する。東西幹線の大小路（摂泉国境）で南北に分け、さらに本郷と端郷に分けて、北本郷・北端郷・南本郷・南端郷の4区分で、「四辻」（よつじ）と称した。なお、寺町は含まれない。
南北幹線の大道筋（紀州街道）から西へ2筋目の中浜筋と東へ2筋目の山口筋に端郷に属する町が多く見られる傾向などはあったが錯綜が著しく、例えば、同じ大道筋沿いでも少林寺町、新在家町、南半町は端郷、他は本郷であった。そのため、元禄6年（1693年）に本郷と端郷の区分を廃し、北組102町、南組76町の南北二組制となった。なお、本郷と端郷の区分は費用の負担に関する意見の相違によって生じたもので、貧富の差によるものではない。
四辻時代には、南北両本郷とも浜筋・本町・付町・百姓町の4組、北端郷が中浜筋・山口筋・東筋の3組、南端郷が本町・付町の2組、計13の組合を形成していたが、南北二組制になると、南北両組とも浜筋・中浜筋・大道筋・山口筋・東筋・農人町筋の6組、計12の組合に再編された。
北組、南組にそれぞれ惣会所が設置され、それぞれ6名（のち5名）と5名の惣年寄が月番で勤務し、その下で惣代と職事が雇われて実務にあたった。また各町には町会所が置かれ年寄、月行事が勤務し、町代が雇われて実務にあたるという自治体制が敷かれた。町政を執り行う機関として、惣年寄の上に堺奉行があったが、元禄9年（1696年）に一時廃止され、堺は一時期大坂町奉行の管轄下に置かれたが、同15年（1702年）には堺奉行が復活した。

## 今井の惣年寄

### 今井町の歴史
今井町はもともと興福寺領であったが、永禄年間に一向宗の布教拠点として顕如上人から寺号を得て今井兵部と今西與次兵衛によって「称念寺」を中心に寺内町を形成した。その後、環濠城塞都市化して織田信長軍と闘ったが、堺の豪商津田宗及の斡旋で武装放棄した。信長から「万事大坂同然」とし特権を許されて商工業を盛んにし自治都市として発展し「今井千軒」・「海の堺、陸の今井」と言われるまでになる。
元和6年（1620年）8月には徳川家康の外孫である松平下総守忠明が12万石で大和郡山城に入り、元和7年（1621年）5月に今井を巡見し、町政の体制を整えた。つまり、「惣年寄」を置き、行政権と司法権を与え、自治的特権を与えられたのである。なお、町政の役職については、「惣年寄窺書」（今西家文書）に町方の治安・訴訟・懲罰や非常時の処置や代官交代の規定などが詳しく条文化されている。
17世紀後半、5代将軍徳川綱吉のころに幕藩体制が整うと、今井にも代官が置かれ、幕府領として支配されることになる。しかし、農村の多くが20 - 30軒程度だった当時、1千軒もの家を有する今井町は破格の規模であった。しかも、肥料・木綿・味噌・醤油・酒・材木などの取引も盛んな上、大名相手の金融業も活躍し、藩札と同じ価値のある独自の紙幣「今井札」も流通した。これほどの財力は幕府にとっても大きな魅力であったので他とは違う支配体制で優遇した。

### 惣年寄の職務
惣年寄は名誉職であり、世襲で役料役米は一切なく、三惣年寄の下には、各町ごとに町年寄を置き、各町内の事務や町場における商業上の公事、家宅の売買・質入れ、町の入費の割賦徴収などを処理させた。この町年寄は惣年寄のように固定していないが、これも無給で、一般の組頭の上に立つものであった。町代は初め月行事の名で呼ばれていたが、1ヵ月交替で勤務し、一般村の庄屋に相当する仕事を行い、その下には肝煎があって職務に当たっている。環濠には9つの門を番人が警備し、親戚以外の者を町内に泊めることを禁ずるなど、町独自の掟も決められ、自治自衛が徹底された。

## 岡山の惣年寄
岡山の惣年寄（古くは大年寄）は定員3名で、岡山藩の評定所において大目付・町奉行列座で任命された。士分待遇であり、地子・町役を免ぜられ、苗字帯刀を許され、10人扶持を賜った。市内62町を上組・中組・下組に分けて1人1組ずつ町政を担当した。城下の栄町にある町会所は町奉行が町政のための執行機関として使用し、惣年寄たちは自宅を役所とした。
惣年寄の下に、各町ごとに名主・年寄が1 - 2人いた。彼らの人選は各町の入札で行われ、惣年寄から上申されたものを町奉行が任命するという制度になっていた。ほかに、総町に惣代が2人、各町に年行事が1 - 2人、1 - 2町に町代が1人いた。それ以外に10人扶持を与えられた船年寄（船舶の取締りや、運上銀の取立てが職務）など、惣年寄格に任ぜられた者たちも若干名いた。
惣年寄のうちの1家の河本家は宇喜多氏の家臣であったと言われる。

## 高知の惣年寄
高知の惣年寄は門閥・資産そして徳望のある町人の中から選ばれ、5人扶持を与えられた。世襲制で、播磨出身の播磨屋と平野屋、紀伊出身の櫃屋（ひつや）、そして辰巳屋と土種屋（つちたねや）の5家の中から2-3名が選ばれた。
町政は町奉行の監督の下、町会所で執り行われ、惣年寄の下に町庄屋・年寄・総組頭などが置かれた。町庄屋は最寄りの2 - 3町を1区に編成し15区にまとめた区域に1人ずつ置かれた。年寄（老と書かれることも）は庄屋を補佐する者で、五人組の組頭の中から住民代表に選ばれた総組頭が町運営に携わった。

## 小倉の惣年寄
小倉藩の小倉城城下町建設は、慶長5年（1600年）の細川忠興の入城に始まり、紫川の左岸の町屋を西曲輪、右岸を東曲輪とした。そして、東西の曲輪に各1名ずつ大年寄を責任者として配置し、その上に町方総括者として総年寄を置いて、町内の諸事を町方の組織で処理させた。彼らは士分格の待遇を受け、苗字帯刀を許可され、大年寄に10石、総年寄に21石の役料と、各1人扶持の粮米が与えられたほか、総年寄には藩主への拝謁も許されていた。
正徳年間には、東小倉の町内を36ヶ所、西小倉を10ヶ所、中洲の中小倉を8ヶ所に編成し、それぞれ各2人の年寄（小年寄）を置いて、その中から毎月の責任者である月行司を複数名選出した（以上、「小倉市誌」より）。また、町人は間口の広さに応じた棟別銭を納めることとなっていた。
小倉の町と町方の役人は、町奉行の下で統制された。藩方の役人は町奉行の下に役町奉行1人・町方中役3人・定加勢2人・町方同心小頭4人を置いて統括した。同心は20人を1組として、2組に分かれて市中を見回り、治安の維持を職務とした。

## 鹿児島の惣年寄
城下の町方は町奉行が支配し、その下に惣年寄・年寄・年寄格・年行司・年行事格・乙名頭・横目役がいて、上町・下町・西田の3町にそれぞれ設置された町会所で町政を行った。